# Ibolyás pereszke
Az ibolyás pereszke (Calocybe ionides) az álpereszkefélék családjába tartozó, Eurázsiában és Észak-Amerikában honos, nedves talajú lomberdőkben, fenyvesekben élő, ehető gombafaj. 

## Megjelenése
Az ibolyás pereszke kalapja 3-6 cm széles, alakja fiatalon domború, majd hamar laposan kiterül, közepén gyakran tompa púppal. Széle szabályos, felszíne sima vagy molyhos. Színe lila, ibolyakék, bíborlila vagy lilásbarna, széle felé világosabb.
Húsa vékony, fehéres, a kalapbőr alatt lilás árnyalatú. Kissé lisztszagú, enyhe ízű. 
Sűrű állású, vékony lemezei pereszkefoggal nőnek a tönkre. Színük fehér, idősen krémszínűek.
Tönkje 3-5 cm magas és 0,3-0,7 cm vastag. Alakja hengeres, elgörbülhet. Színe a kalapéval egyezik, csúcsán fehéres. Felülete finoman hosszanti szálas.
Spórapora fehér. Spórája elliptikus, sima, mérete 5-5,5 x 2,5-3 µm.

### Hasonló fajok
A mérgező retekszagú kígyógombával vagy az ehető lila pereszkével és lila pénzecskegombával lehet összetéveszteni.  

## Elterjedése és termőhelye
Eurázsiában és Észak-Amerikában honos. Magyarországon nem gyakori.
Üde, humuszban gazdag talajú lomberdőkben, fenyvesekben, ártéri erdőben található meg. Júliustól októberig terem.  

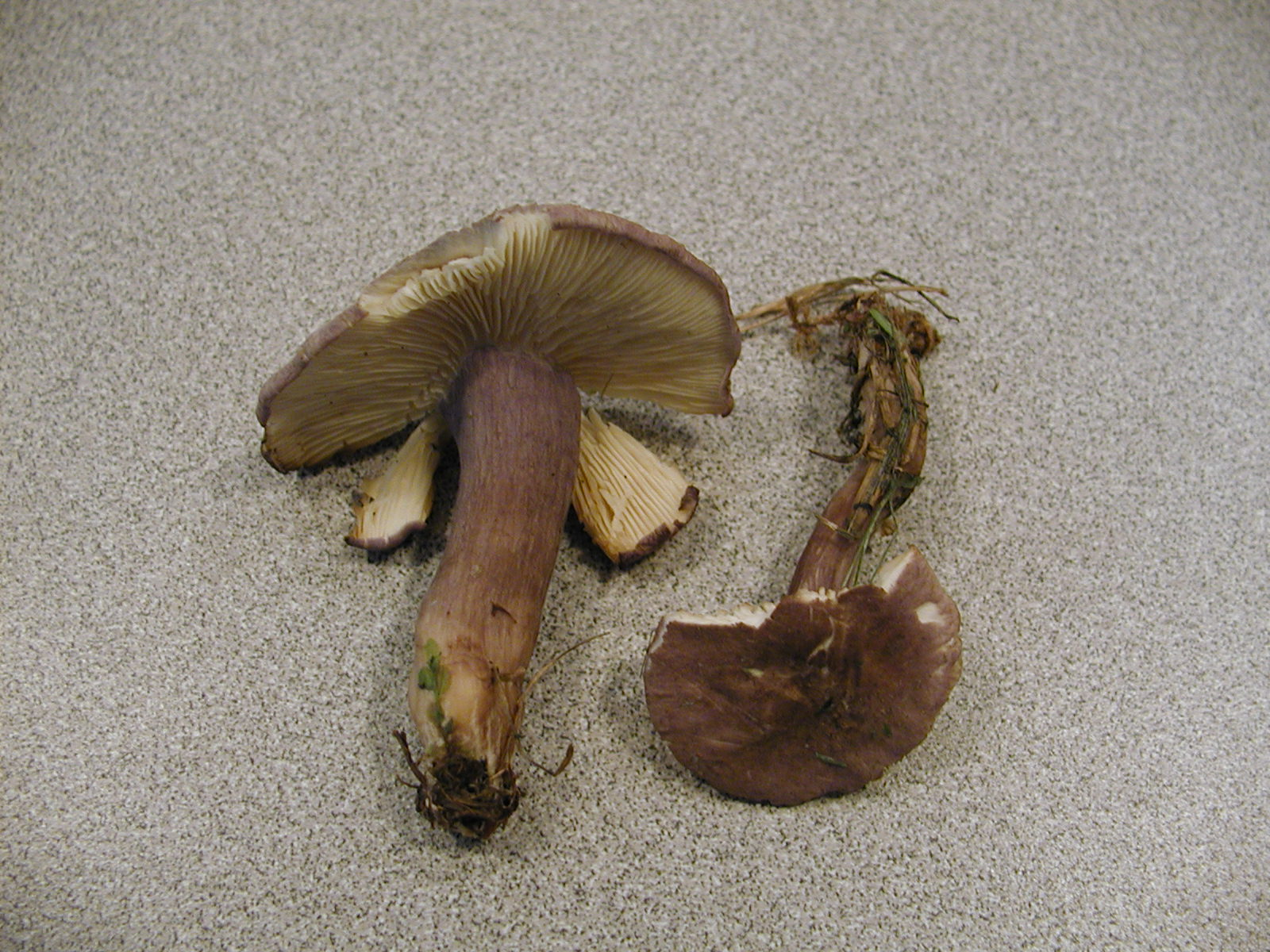
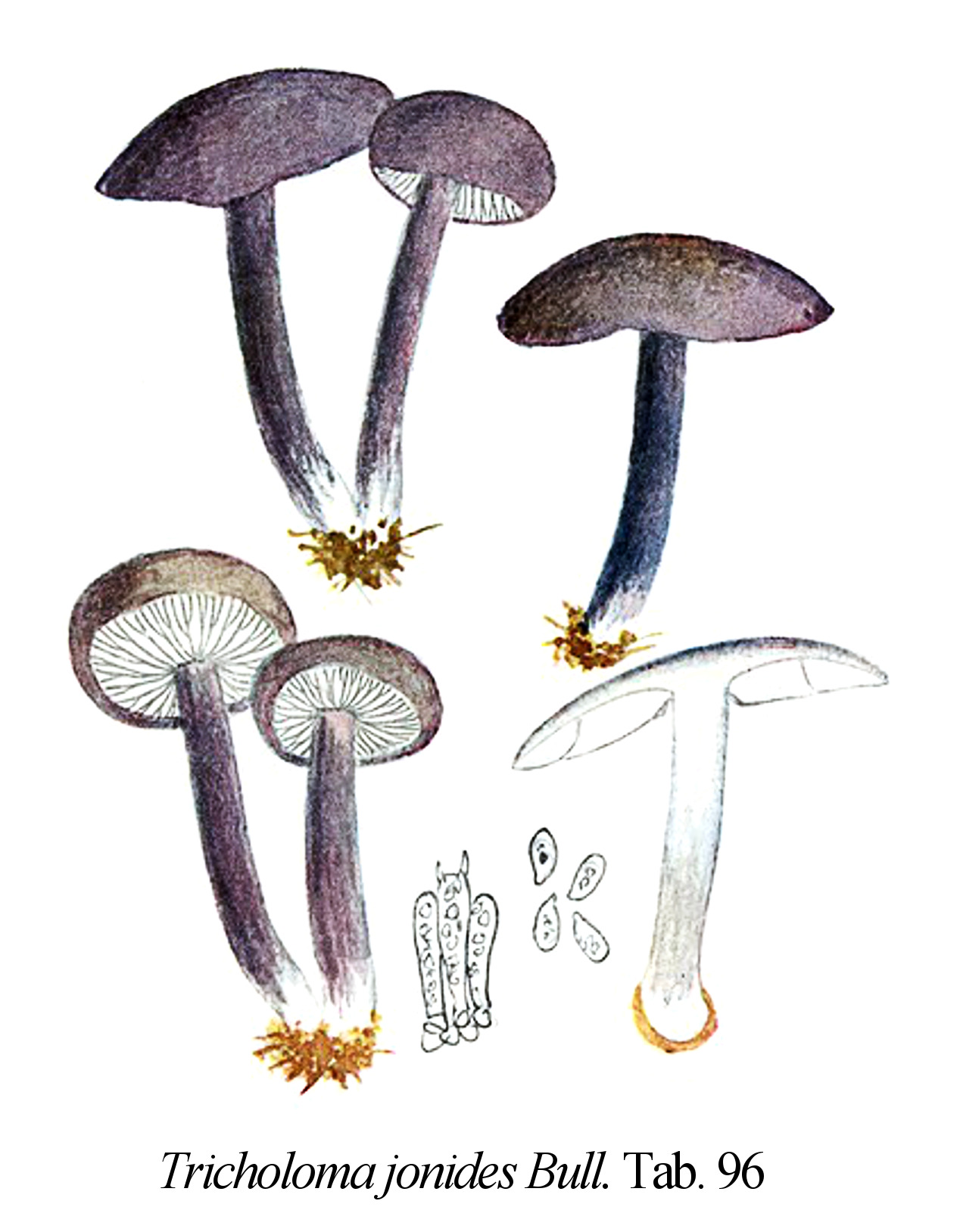
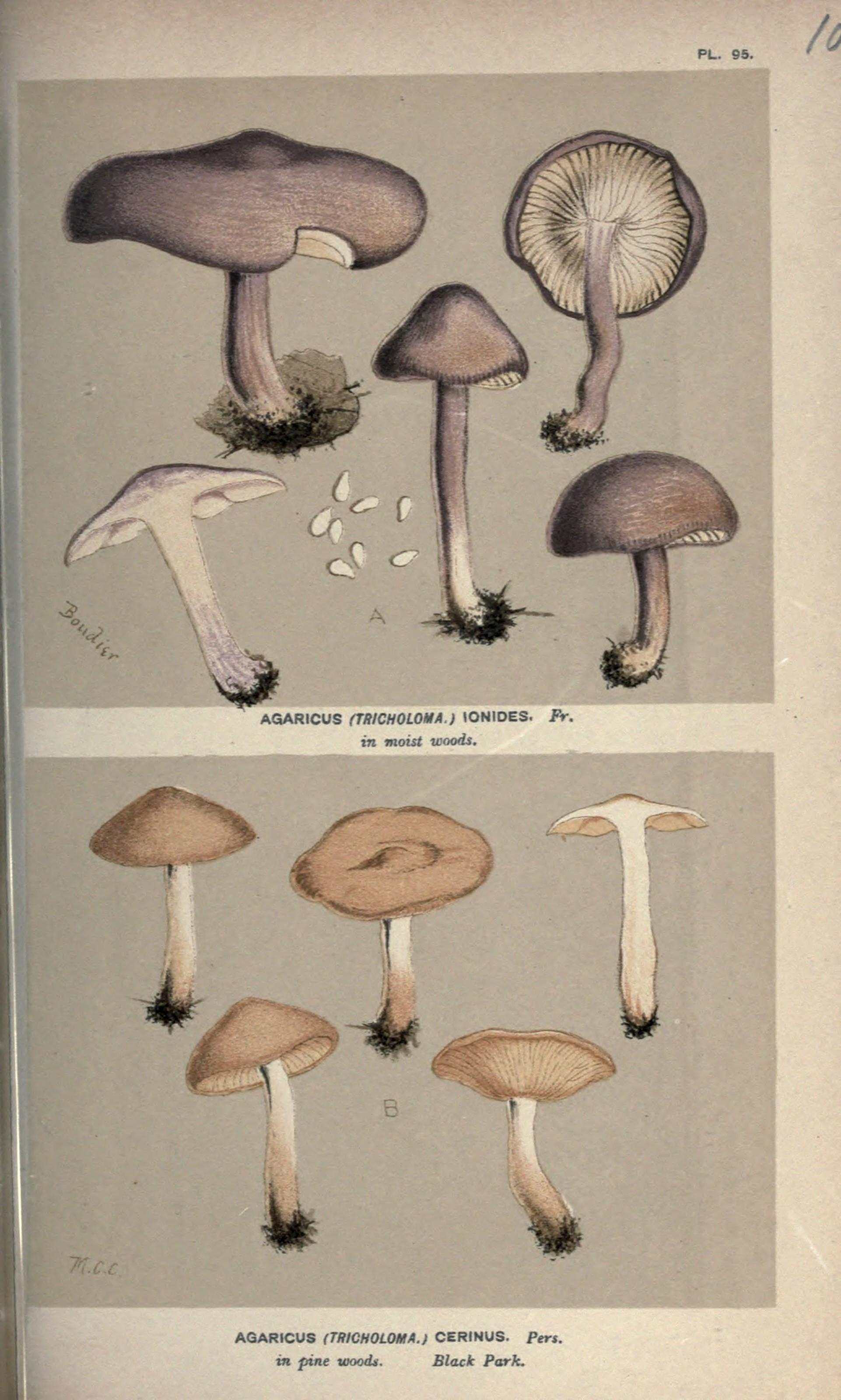

Ehető.   